# Complesso monumentale di San Nicolò
Il complesso monumentale di San Nicolò si trova a Spoleto, a valle della cattedrale cittadina, in una zona di espansione urbanistica tardo-medievale. Comprende una ex chiesa, un ex convento, e due chiostri. La chiesa fra il XIV e il XVIII secolo era considerata uno dei più importanti edifici sacri della città e l'annesso convento era sede di un attivo centro culturale. Dopo il restauro dell'intero complesso architettonico, avvenuto negli anni '60 del XX secolo, l'edificio svolge funzioni di teatro, centro espositivo e centro congressi.

## Storia
Probabilmente, un luogo di culto denominato chiesa di san Nicola di Bari era già stata edificata subito dopo la morte del santo nel IV secolo, ma se ne ha certezza solo nel 1089, quando, dai documenti, risulta consacrata una chiesa di modeste dimensioni così titolata. Non distante si trovava un'altra piccola chiesa dedicata a san Massimo. 
Nel 1264, i frati eremiti di sant'Agostino, di stanza nella chiesa di san Salvatore, ottengono dal vescovo Bartolomeo Accoramboni l'uso delle due chiese e acquistano alcune abitazioni contigue che adattano a convento. Nel 1304 pongono solennemente la prima pietra di un nuovo grande tempio dedicato al vescovo di Bari, a san Massimo e a sant'Agostino, che andrà a coprire l'intera area precedentemente occupata dalle due chiese, che restano inglobate nel nuovo edificio.

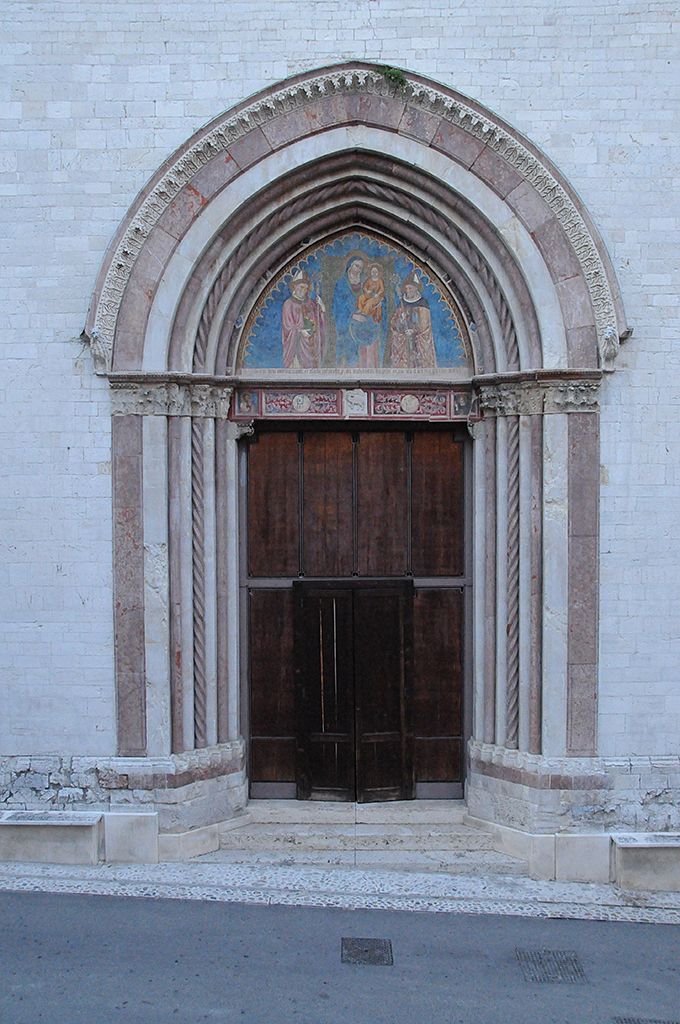
Il portale

All'interno del convento, per tutto il Quattrocento e Cinquecento, probabilmente grazie all'impulso dei dotti frati Agostiniani, si riunivano periodicamente eruditi cittadini, amanti della cultura e delle arti. Tra loro, vi erano Gregorio Elladio, maestro d'Ariosto, Pierleone Leoni, Pier Filippo Martorelli, Pierfrancesco Giustolo, Clarelio Lupo, Mascellari, Garofani; tra le personalità del '500, vi erano Giovanni Martani, Giacomo Filippo Leoncilli, Dolce Lotti, Ermodoro Minervio, Severo Minervio, Benedetto Egio, Fabio Vigili, Sillani, Sempronio Amaranti, Mario Favonio, Evenzio Pico. Si trattava di una delle prime accademie cittadine, probabilmente il primo nucleo dell'Accademia degli Ottusi, futura Accademia spoletina. Il convento disponeva anche di una ricca biblioteca, ordinata dall'umanista e astrologo Pierleone Leoni, medico personale di Lorenzo de Medici. Si ritiene che fra gli ospiti più illustri accolti in convento ci sia stato anche Martin Lutero in viaggio verso Roma nel 1512. 
I padri agostiniani gestirono il monastero fino ai primi anni dell'800, ma già nel XVII secolo era iniziato un progressivo declino dell'intera struttura, maggiormente della chiesa; responsabili ne erano stati in parte i soldati spagnoli, che vi alloggiarono in gran numero intorno al 1745 provocando seri danni agli edifici, e in parte il terremoto del 1767. 

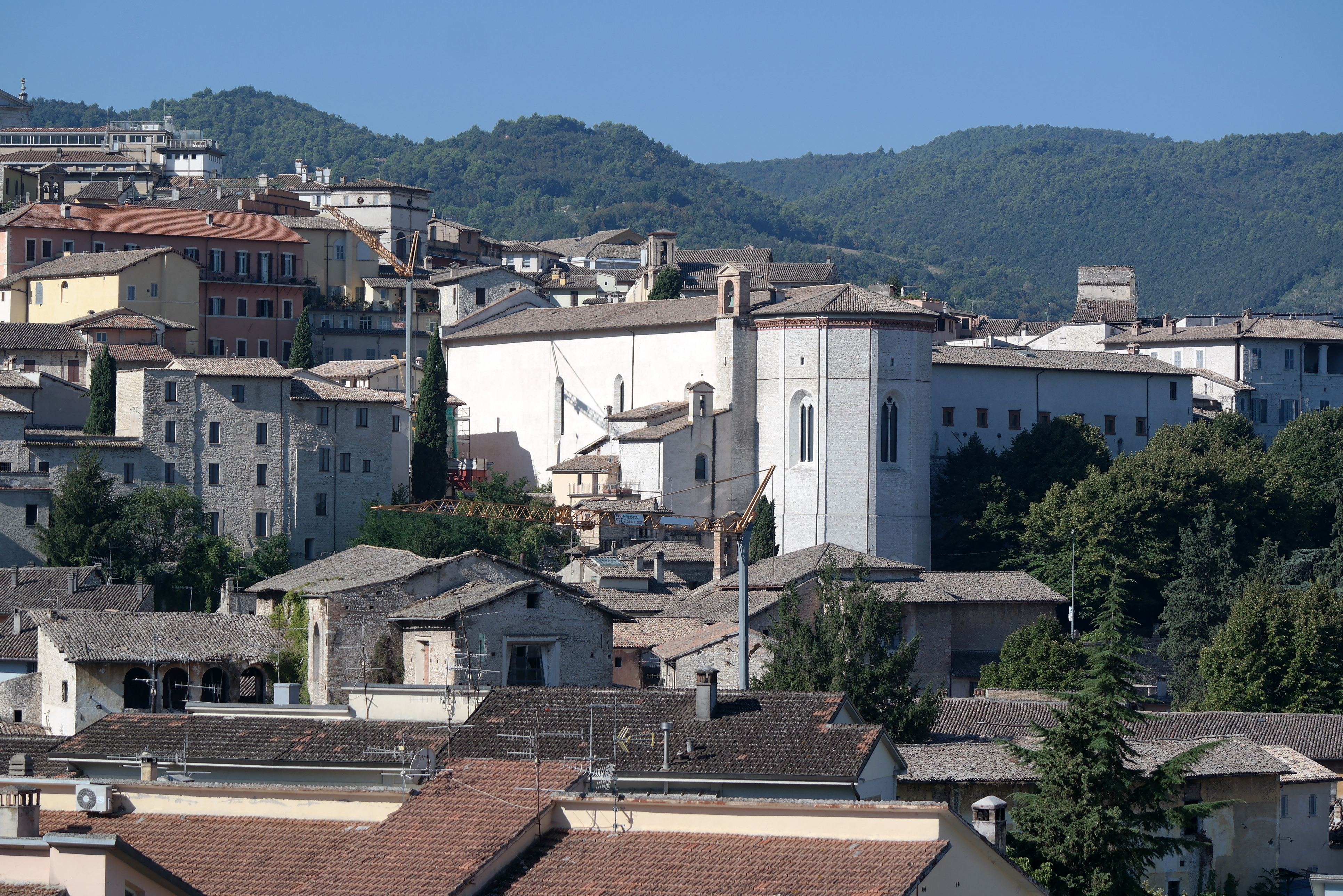
L'abside vista dalla Chiesa di San Ponziano

Nel 1823, ormai, l'imponente architettura veniva utilizzata per lo più come fienile. Dopo il crollo del tetto causato da un incendio nel 1849, si avvicendarono le più strane destinazioni: fucina di fabbro ferraio, cabina elettrica, mercato coperto di tartufi, officina meccanica con fonderia in bronzo per riparazioni di macchine a vapore, fino a fabbrica di pesi e misure, intorno al 1905. Già nel 1873 era stato demolito il campanile aggiunto nel Quattrocento.
Dai primi del Novecento rimane in totale stato di abbandono per più di cinquanta anni.

Solo nel 1960, il comune e la soprintendenza procedono con il recupero di uno dei chiostri, mentre per il ripristino delle chiesa e del convento si dovrà attendere il 1967. 

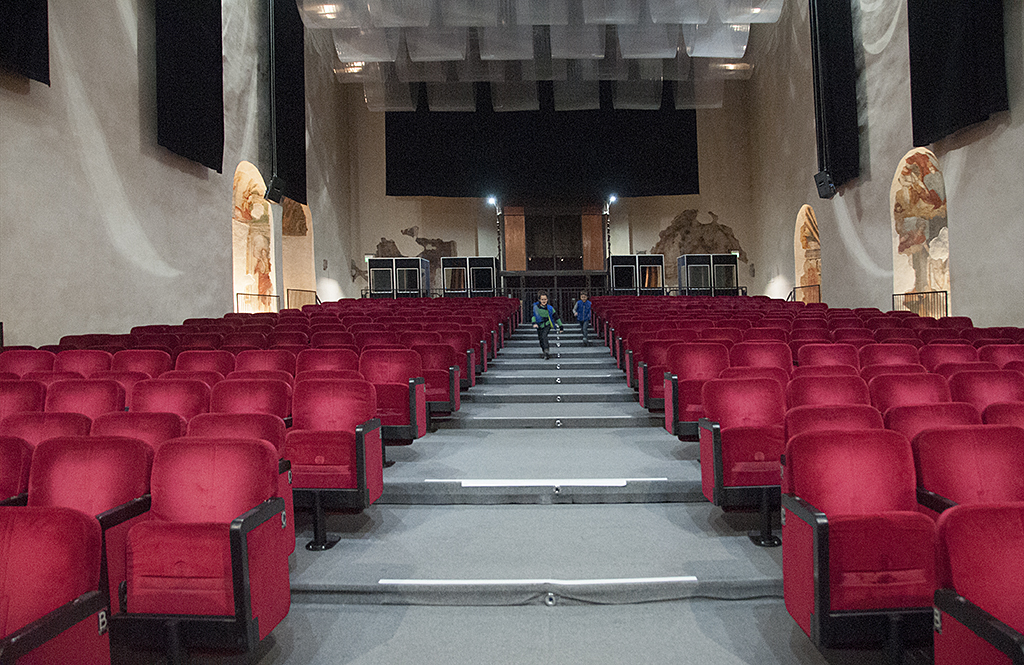
La platea

Contribuirono all'opera di restauro, estremamente impegnativa, lo stato, il comune, la locale Cassa di risparmio, e l'Associazione Amici di Spoleto. Nel 1966, Italia Nostra vi allestisce una mostra documentaria dell'intero complesso. Nel 1975, nella parete in corrispondenza dell'ingresso, viene sistemata una cabina in ferro e vetro per le traduzioni simultanee. 
A fine lavori il monastero agostiniano diventa un Centro congressi, attrezzato punto di riferimento per l'intera regione. 
Fin dagli anni '70 la chiesa svolge funzioni sia espositive sia teatrali; con una capienza di 450 posti, ospita balletti, concerti e spettacoli proposti dal Festival dei Due Mondi, dal Teatro stabile dell'Umbria e da compagnie locali. Dal 2002, ogni anno accoglie il concorso La settimana internazionale della danza e, dal 2010, lo Spoleto Festival Art, kermesse internazionale di arte e cultura, con 2000 artisti presenti. 
In occasione di eventi, tavole rotonde, mostre, stage, performance e installazioni vengono utilizzati anche gli ampi locali attigui alla chiesa e i chiostri.

## Descrizione

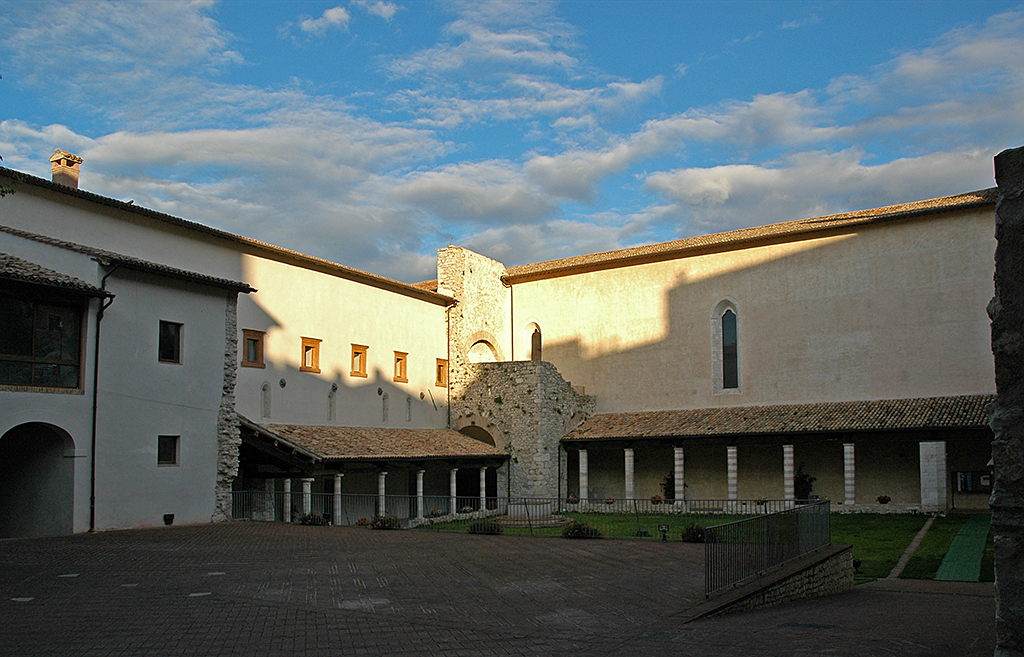
Il chiostro

La ex chiesa ha pianta rettangolare, con quattro angoli rinforzati da robusti contrafforti. La facciata, oggi priva del rosone, è a due spioventi di calcare locale in conci; il portale, caratterizzato da motivi tipicamente gotici, è ad arco acuto con pilastrini coronati da capitelli sormontati da una ghiera fogliata che guarnisce una lunetta affrescata. L'immagine raffigurata, Madonna fra i SS. Agostino e Nicola, datata al 1412, è attribuita al Maestro della Dormitio di Terni. 

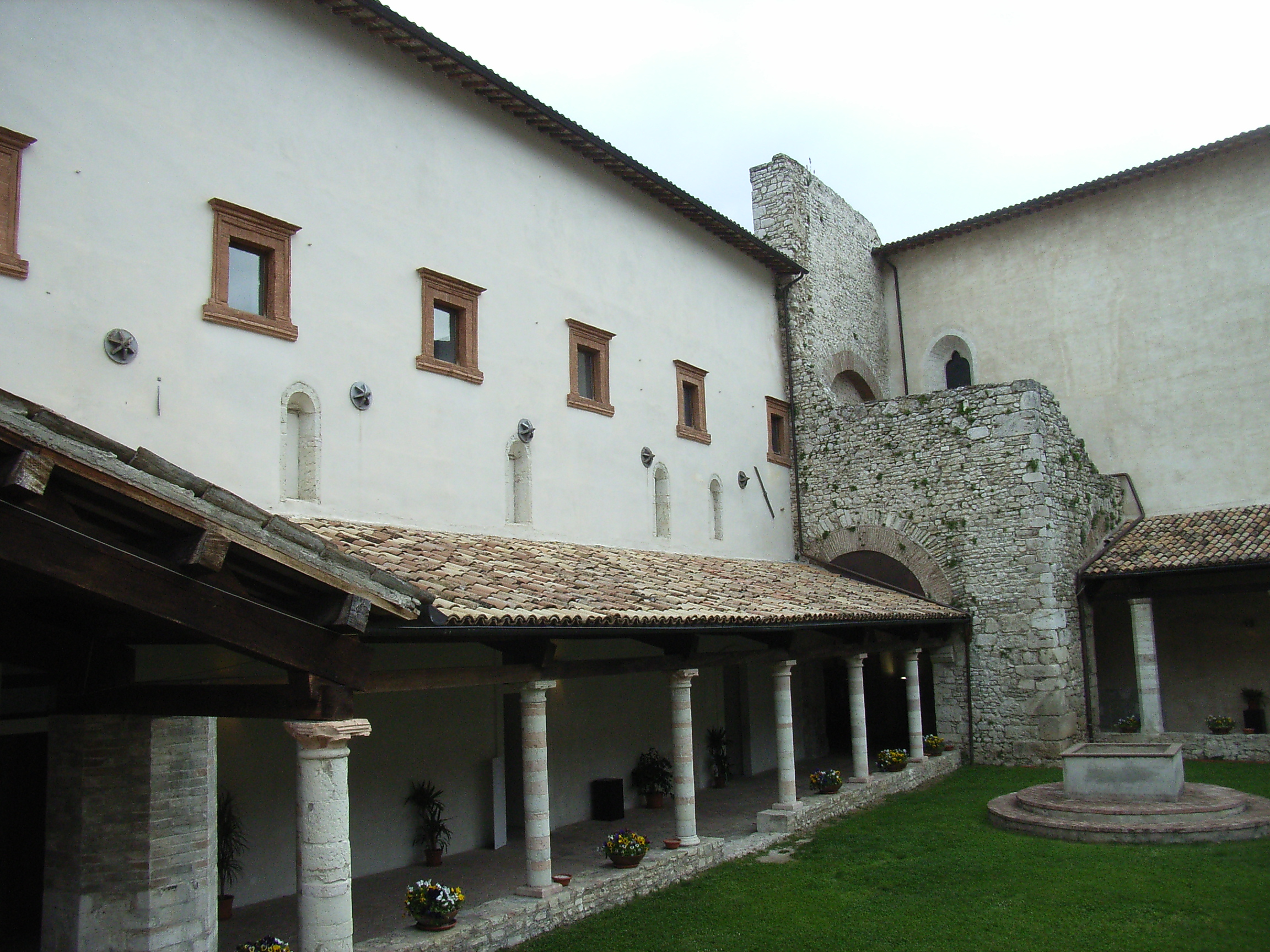
Il chiostro. In angolo il rudere del campanile demolito nel 1873

L'interno della chiesa, che, allo stato attuale, si presenta ricoperto da un tetto a capriate in vista, è costituito da un'unica, ampia navata quasi del tutto priva delle decorazioni, degli affreschi, delle sculture e cappelle che dal XIV secolo al XVII l'avevano arricchita. L'altissima abside poligonale semicircolare è scandita da lesene e sormontata da una volta a costoloni poggiata su altissimi piedritti; lungo le pareti sono presenti frammenti di affreschi; in cima vi gira intorno una galleria pensile che prende luce da bifore aperte verso l'interno e disposte negli intervalli fra i costoloni. In basso si aprono verso l'esterno altre tre bifore più grandi.

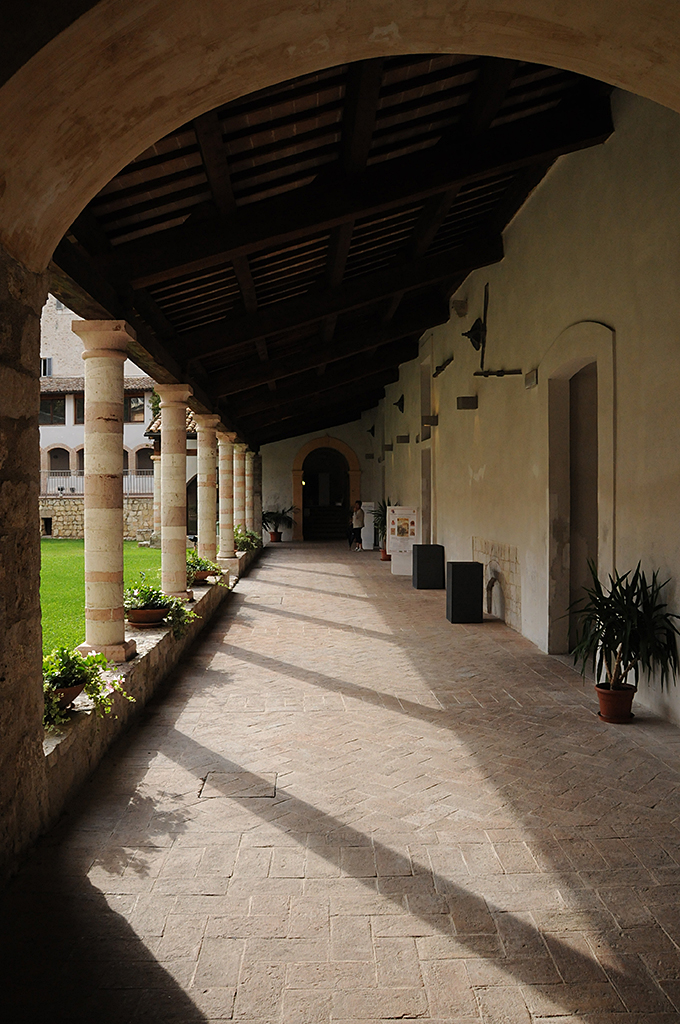
Una delle gallerie

Le pareti laterali della chiesa presentano una serie di tre alte monofore con arco trilobato.
Sotto l'abside si trova la coeva Chiesa di Santa Maria della Misericordia, già oratorio del monastero. Attualmente (2014) non è accessibile: vi risiede la Caritas diocesana, la cui attività si pone in continuazione storica con quella della confraternita agostiniana.
Frammenti di affreschi, databili al secolo XVI, sono visibili in ogni parete della chiesa; evidenti anche i resti di piedritti su cui evidentemente poggiavano le cappelle, e i resti di varie nicchie, un tempo tutte decorate, ma attualmente quasi del tutto occluse. In fondo alla parete di destra si trova la Cappella Petroni eretta a cavallo fra il XVI e XVII secolo dalla nobile famiglia spoletina Petroni, come rivela lo stemma inserito nel timpano sopra l'altare; è stata restaurata nel 1977.

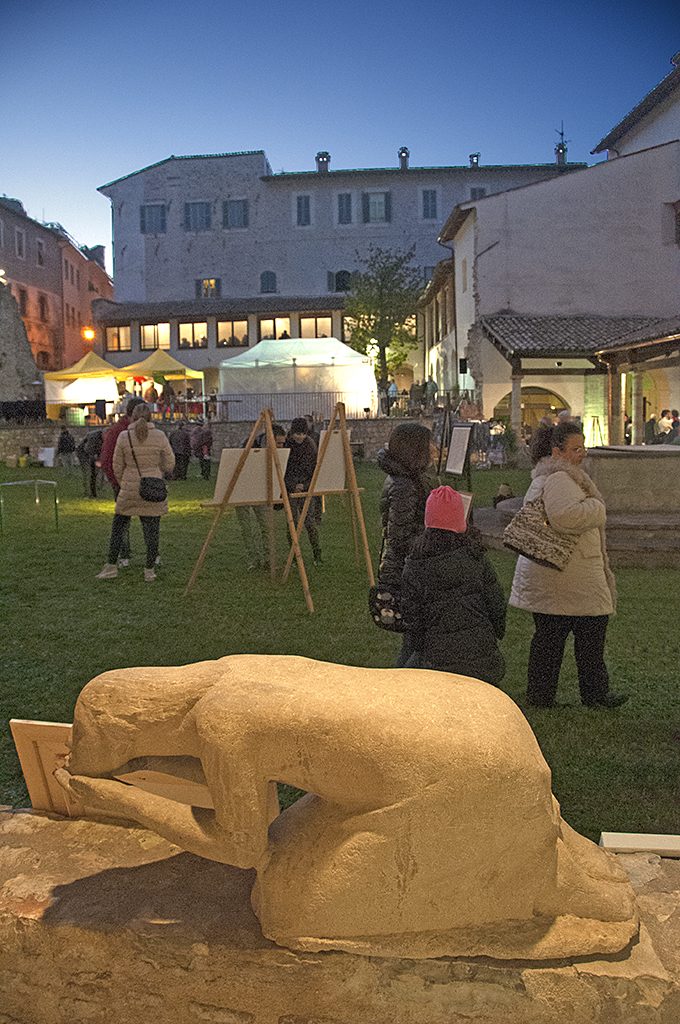
La donna che beve (1952-54), scultura in pietra di Anna Mahler

Altri grandi vani contigui alla chiesa sono accessibili dalla navata e dal campanile. I due refettori sono stati costruiti in epoche diverse, il primo nel XIV secolo, il secondo nel XVII. Per alcuni anni hanno ospitato la Galleria Comunale d'arte contemporanea, costituita dalle opere vincitrici del Premio Spoleto, poi confluite nell'attuale Museo Carandente, Palazzo Collicola - Arti visive. 
Al primo piano, attraverso la scala ricostruita nel '600, si accede a un vano molto vasto che affaccia sul primo chiostro; la sua grandezza lo rende adatto a mostre di grande respiro. Un passaggio nel muro di fondo permette l'accesso alla galleria pensile nell'abside della chiesa. 

### Il convento e i chiostri
Il convento, edificato sopra la cinta più antica delle mura cittadine, conserva ancora in parte la struttura originale. I chiostri sono stati costruiti in epoche diverse: il primo è del '300, coevo alla chiesa, e poggia su di un lato della stessa; è sorretto da pilastri poligonali di pietra bianca e rossa ornati da eleganti capitelli. In entrambi i lati si trovano lastre sepolcrali del XIV secolo epigrafi. Nell'angolo del chiostro è visibile quel che rimane del campanile eretto nel 1470 per iniziativa di fra Servadio da Spoleto, come riportato da un'iscrizione in situ. Sui restanti lati il chiostro è privo di gallerie.
Nel '400 viene aggiunto un secondo chiostro più modesto a due ordini, interamente in laterizio. Da esso si accede ad altri ambienti del piano superiore destinati a usi espositivi; per molti anni qui sono stati esposti i disegni teatrali creati per il Festival dei Due Mondi, materiale recentemente confluito a Casa Menotti.